# Aeroporto di Bagnoli
L'aeroporto di Bagnoli in inglese Bagnoli Airfield (IATA: nessuno, ICAO: nessuno) è un aeroporto italiano abbandonato, situato a Bagnoli di Sopra in provincia di Padova.

## Storia
Costruito dalla United States Army Air Forces era utilizzato dal 57 ° gruppo di combattimento della Twelfth Air Force, dal 15 luglio al 5 agosto del 1945. Dopo la guerra ha ospitato i monoplani Curtiss P-40. L'aeroporto è stato abbandonato quando il  57º gruppo ha lasciato la struttura.
La pista era visibile da foto aeree fino al 2020, oggi l'area è agricola con campi coltivati.